# University of California Press

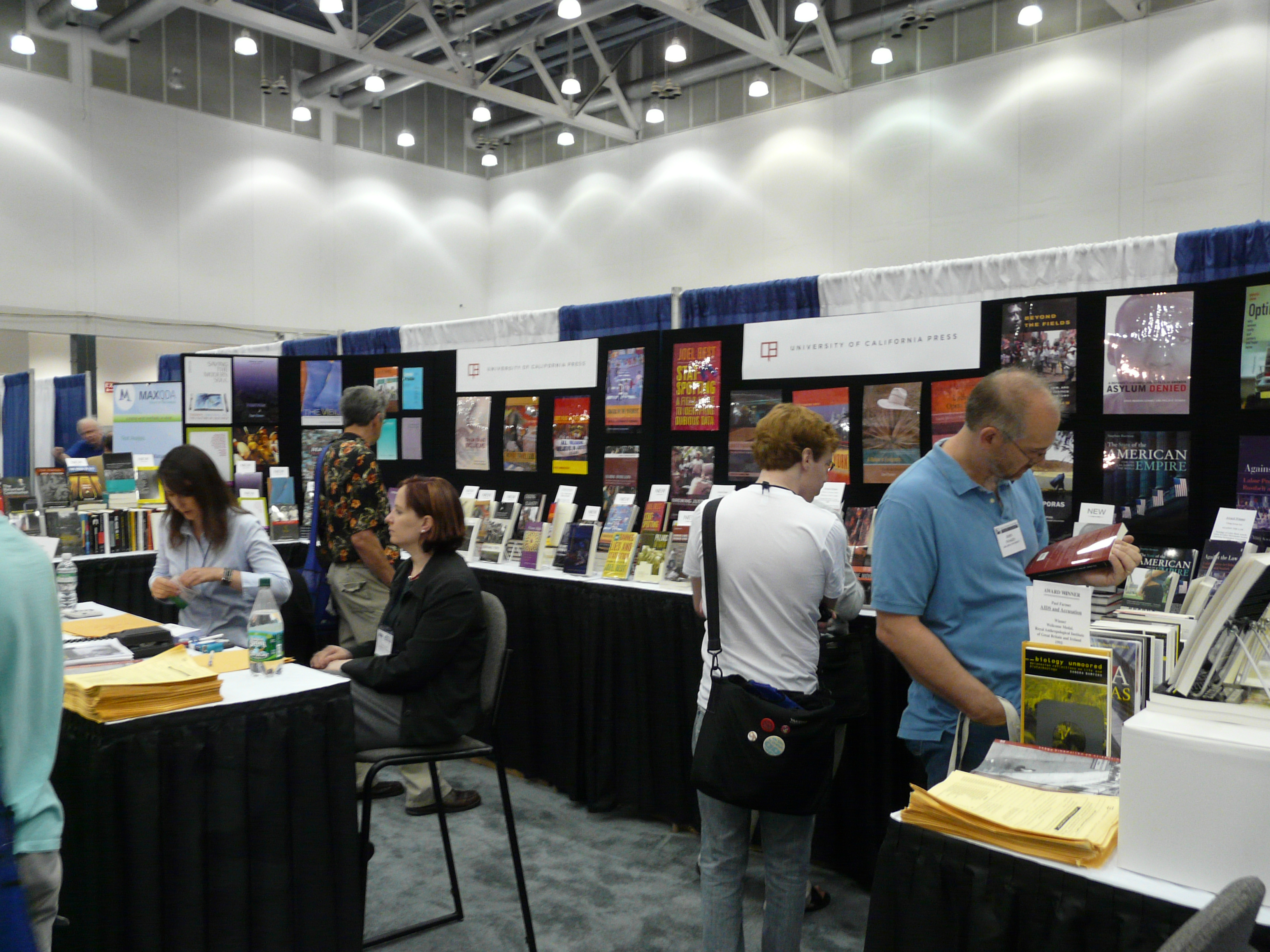
Standul editurii la un târg de carte din 2008

University of California Press, cunoscută și sub numele de UC Press, este o editură asociată cu Universitatea din California care se ocupă cu publicarea lucrărilor academice. Ea a fost fondată în 1893 pentru a publica cărți și lucrări pentru facultățile Universității din California, înființată cu 25 de ani mai devreme, în 1868. Sediul său se află în Oakland, California.
University of California Press publică în prezent lucrări în următoarele domenii: antropologie, artă, lumea antică/studii clasice, California și Vestul Statelor Unite ale Americii, cinematografie și studii media, criminologie, studii de mediu, produse alimentare și oenologie, istorie, muzică, politică, psihologie, sănătate publică și medicină, religie și sociologie. 
Editura i-a comandat artistului tipograf Frederic Goudy să realizeze un font propriu denumit University of California Old Style în perioada 1936-1938, deși acesta nu se mai folosește întotdeauna în prezent.

## Cărți notabile pe care le-a publicat
- Language As Symbolic Action, Kenneth Burke (1966)
- The Teachings of Don Juan: A Yaqui Way of Knowledge, Carlos Castaneda (1968)
- Technicians of the Sacred: A Range of Poetries from Africa, America, Asia, Europe and Oceania, Jerome Rothenberg (1968; ediție aniversară, 2017)
- The Mysterious Stranger, Mark Twain (ediție definitivă) (1969, bazată pe prima versiune publicată în 1916)
- Basic Color Terms: Their Universality and Evolution (1969)
- The Making of a Counter Culture, Theodore Roszak (1970)
- Self-Consuming Artifacts: The Experience of Seventeenth-Century Literature, Stanley Fish (1972)
- The Ancient Economy, Moses I. Finley (1973)
- Joan of Arc: The Image of Female Heroism, Marina Warner (1981)
- Strong Democracy: Participatory Politics for a New Age, Benjamin R. Barber (1984)
- Art in the San Francisco Bay Area, Thomas Albright (1985)
- Religious Experience, Wayne Proudfoot (1985)
- The War Within: America's Battle over Vietnam, Tom Wells (1994)
- George Grosz: An Autobiography, George Grosz (tradusă de Nora Hodges) (publicată în 1998, scrisă în 1946, tradusă în 1955)
- Disposable People: New Slavery in the Global Economy, Kevin Bales (1999)
- Mama Lola: A Vodou Priestess in Brooklyn, Karen McCarthy Brown (2001)
- A Culture of Conspiracy: Apocalyptic Visions in Contemporary America, Michael Barkun (2003)
- Beyond Chutzpah: On the Misuse of Anti-Semitism and the Abuse of History, Norman G. Finkelstein (2005)
- Autobiography of Mark Twain: Volume One, Mark Twain (2010)
- Infinite City: A San Francisco Atlas, Rebecca Solnit (2010)
- Fresh Fruit, Broken Bodies, Seth Holmes (2013)
- Unfathomable City: A New Orleans Atlas, Rebecca Solnit și Rebecca Snedecker (2013)
- Autobiography of Mark Twain: Volume Two, Mark Twain (2013)
- Lives in Limbo: Undocumented and Coming of Age in America, Roberto G. Gonzales (2015)
- Autobiography of Mark Twain: Volume Three, Mark Twain (2015)
- Nonstop Metropolis: A New York City Atlas, Rebecca Solnit și Joshua Jelly-Schapiro (2016)
- Borderwall as Architecture: A Manifesto for the U.S.-Mexico Boundary, Ronald Rael (2017)

## Colecție notabilă
University of California Press a retipărit mai multe romane în cadrul colecției California Fiction în anii 1996-2001. Aceste titluri au fost selectate pentru importanța lor literară și pentru prezentarea istoriei și culturii Californiei.
- The Ford de Mary Austin
- Thieves' Market de A.I. Bezzerides
- Disobedience de Michael Drinkard
- Words of My Roaring de Ernest J. Finney
- Skin Deep de Guy Garcia
- Fat City de Leonard Gardiner
- Chez Chance de Jay Gummerman
- Continental Drift de James D. Houston
- The Vineyard de Idwal Jones
- In the Heart of the Valley of Love de Cynthia Kadohata
- Always Coming Home de Ursula K. Le Guin
- The Valley of the Moon de Jack London
- Home and Away de Joanne Meschery
- Bright Web in the Darkness de Alexander Saxton
- Golden Days de Carolyn See
- Oil! de Upton Sinclair
- Understand This de Jervey Tervalon
- Ghost Woman de Lawrence Thornton
- Who is Angelina? de Al Young